# Sylvain Djache Nzefa
Sylvain Djache Nzefa est un architecte urbaniste camerounais. Il est né le 11 septembre 1967.

## Biographie

### Enfance, formations et débuts
Sylvain nait le 11 septembre 1967 au Cameroun. Il grandit aux côtés de son père qui l'amenait avec lui dès son enfance voir les grands planteurs de la chefferie. À l'age de 19 ans, il part poursuivre ses études universitaires en architecture en France. Il arrive à Nantes en 1986 et son obtient son diplôme d'architecte en 1992.
C'est à partir de 1990 qu'il commence par s'intéresser à l'architecture traditionnelle africaine, en particulier, celle du Cameroun.

### Carrière
En 1997, il occupe le poste d'adjoint au maire de Nantes aux relations internationales. Il est le commissaire principal de l'exposition sur la route des chefferies du Cameroun qui se tient en 2022 au musée du quai Branly à Paris.

## Publications
- Les chefferies bamiléké dans l'enfer du modernisme... : une chefferie de demain... : architecture, art, ethnologie[5]

- Les civilisations du Cameroun : histoire, art, architecture et sociétés traditionnelles[6],[7]
- Langage des symboles : art du grassland : Cameroun[8]

- "Entre le reel et l'imaginaire" : ethnologie, art, architecture : les chefferies Bamiléké au Cameroun : exposition[9],[10]